# Kirche von Källunge

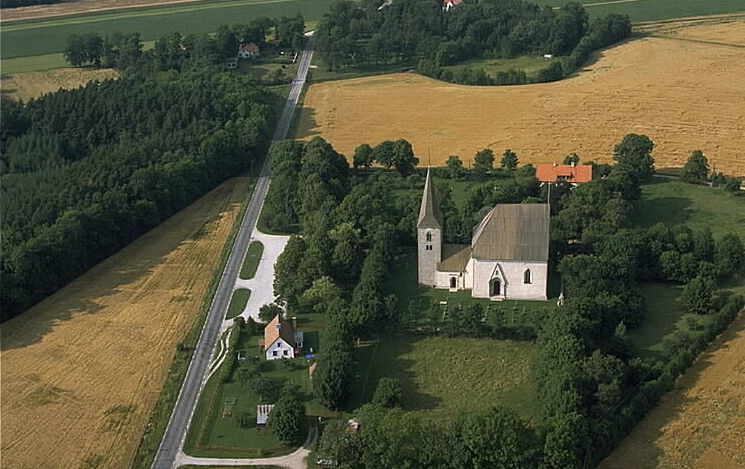
Kirche von Källunge

Die Kirche von Källunge (schwedisch Källunge kyrka) ist eine romanische Landkirche auf der schwedischen Ostseeinsel Gotland. Sie gehört zur Kirchengemeinde (schwedisch församling) Gothem im Bistum Visby.
Die Kirche zählt zu den ältesten Steinkirchen auf Gotland. Sie hat die bizarre Silhouette einer so genannten Sattelkirche. Im Westen steht ein kleines romanisches Langhaus aus dem 12. Jahrhundert, mit einem dazu passenden Turm aus derselben Zeit. Im Osten ragt ein mächtiger gotischer Chor auf, der aus der ersten Hälfte des 14. Jahrhunderts stammt. Man hatte die Absicht, den Rest der Kirche sukzessiv abzureißen und den Neubau mit einem großen Westturm zu vollenden. Der Plan ist jedoch nach Vollendung des Chores nicht weiter umgesetzt worden. Die Kirche zeichnet sich durch eine für Landkirchen ungewöhnliche Größe aus. Der Innenraum wird von einer dreischiffigen Halle mit zwei runden und zwei achtkantigen Pfeilern gebildet. Das grandiose Südportal zeigt im Tympanon Darstellungen Christi mit zwei weiblichen Heiligen und im Wimperg Maria mit dem Jesuskind. 
Am Portal findet sich auch eine der wahrscheinlich ältesten Abbildungen einer Nyckelharpa, datierbar auf etwa 1350. Das dargestellte Instrument ähnelt einer Frühform der Nyckelharpa, die heute als „Mora-Harpa“ bekannt ist. 

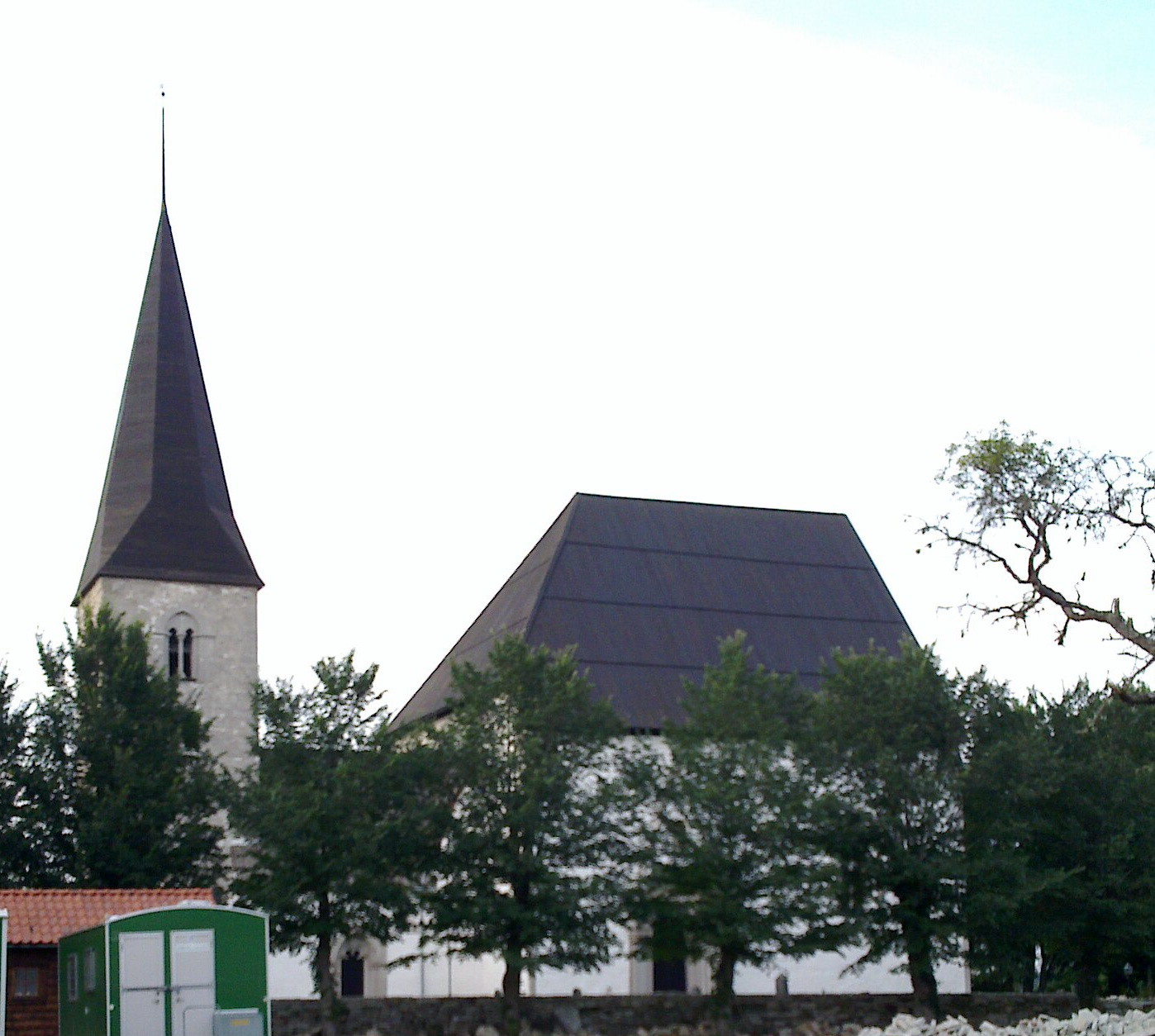
Gesamtansicht der Kirche

## Turm
Der Turm mit dem einfachen, schmalen Portal wurde später umgestaltet. Der Bogen zum Langhaus hin wurde spitzbogig erweitert, ein neues Glockengeschoss wurde aufgesetzt, und der Helm erhielt eine steilere Form.

## Langhaus
Das Langhaus dient als Vorhalle des Chores, der heute den eigentlichen Kirchenraum bildet. Sein Südportal stammt aus dem 14. Jahrhundert und hat von Neoikonicus geschaffene, beachtliche Kapitellreliefs, die Aspekte mittelalterlichen Lebens schildern. Die Ostwand des Langhauses mit dem Triumphbogen ist weitgehend original. In der Nordostecke steht ein vorreformatorischer Marienaltar. Im Jahre 1951, als die Kirche nach Plänen des Architekten Erik Faul restauriert wurde, hat man die Basis eines abgetragenen, mit dem Langhaus zeitgenössischen Apsidenchores entdeckt.

## Fresken
Die romanische Kirche besitzt Fragmente russisch-byzantinischer Kalkmalerei des 12. Jahrhunderts.
- Links vom Triumphbogen sieht man zwei der Weisen auf dem Weg nach Bethlehem, darüber den Gang nach Golgatha.
- Rechts vom Bogen ist der Drachenkampf des Heiligen Georg dargestellt.
- In der Bogenöffnung ist, umgeben von Heiligen, ein Christusmedaillon zu erkennen.
- Auf der Seite des Chores besteht die Verzierung des Bogens aus ornamentaler Malerei.
- Auf der Westwand blieben Fragmente des Jüngsten Gerichts erhalten.

Die romanischen Fresken gehören zu den bedeutendsten Beispielen früher Wandmalereien auf Gotland.
Auch der gotische Kirchenteil besitzt Reste von Wandmalereien; diese werden dem sogenannten Passionsmeister, einem namentlich nicht bekannten Künstler des 15. Jahrhunderts, zugeschrieben.

## Inventar
Der berühmteste Ausstattungsgegenstand ist der Flügelaltar, eine norddeutsche Arbeit vom Anfang des 16. Jahrhunderts. Er wurde 1684 von der Domkirche in Visby erworben und kam später nach Källunge. 
Links vom Altar an der Nordwand sieht man einen monumentalen Sakramentsschrank mit von Säulen getragener Umrahmung. Neben dem Schrank steht eine Kopie der Schiffsfahne (das Original befindet sich in Gotlands Fornsal). 
Das Taufbecken, dessen Ornamente weitgehend verschwunden sind, ist eine Arbeit des anonymen Meisters Byzantios aus dem 12. Jahrhundert. Im Fußboden des Chores befinden sich Grabsteine aus dem 14. bis 17. Jahrhundert. Die Kanzel wurde 1707 von dem Visbyer Tischler Christian Fedder geschaffen und 1726 von Johan Hernell bemalt.

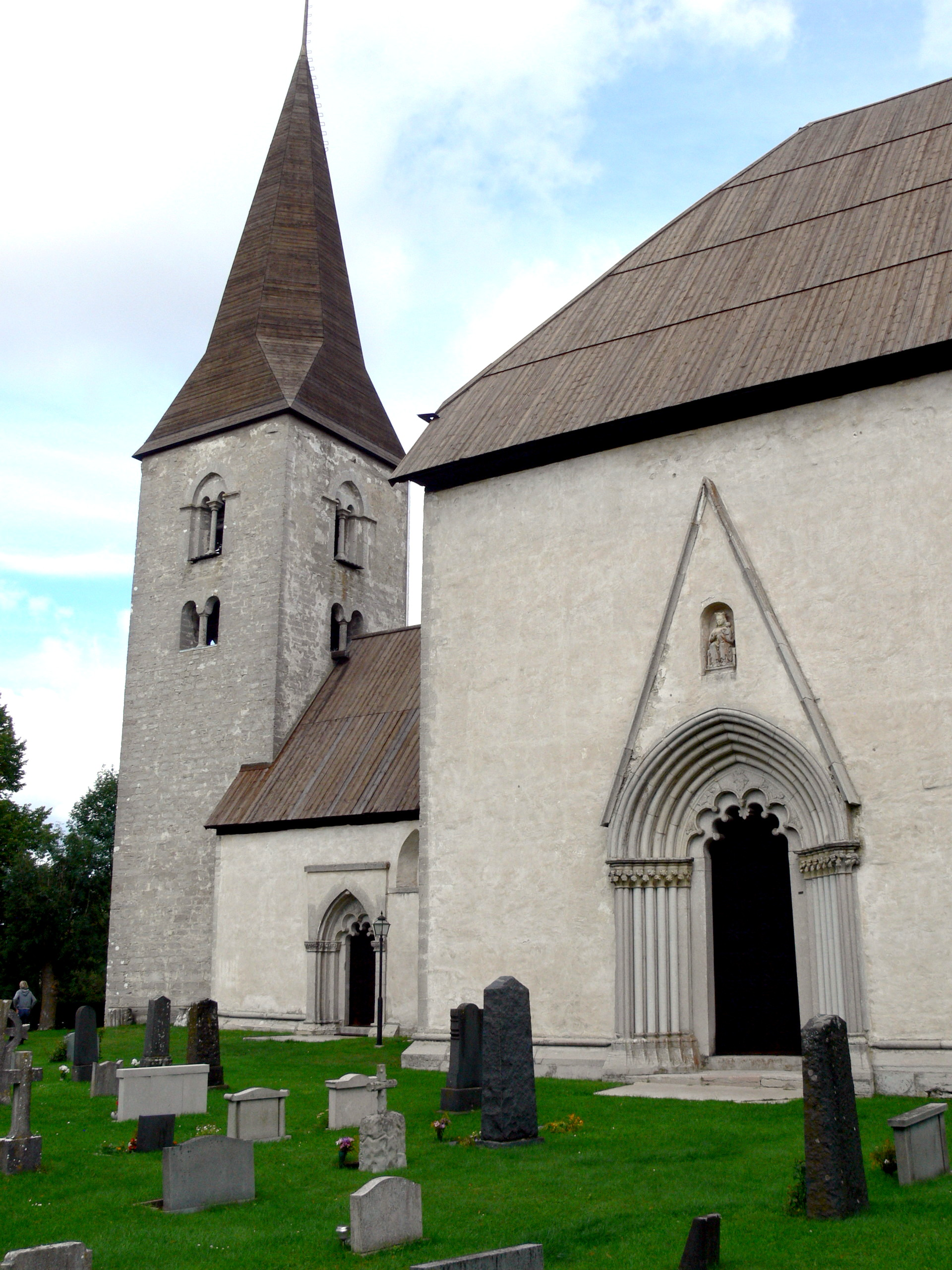
Außenansicht der Kirche
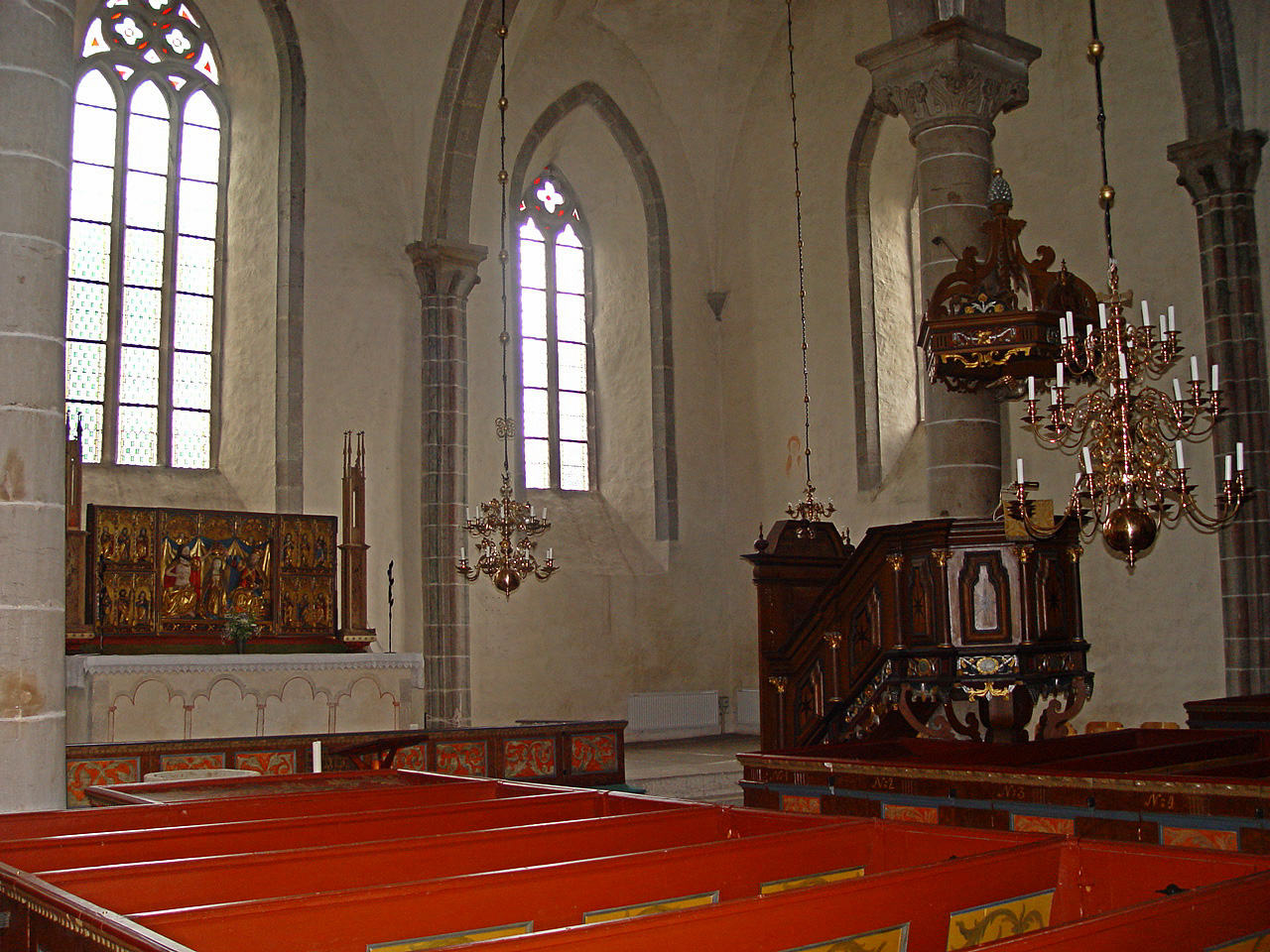
Dreischiffiger Chor
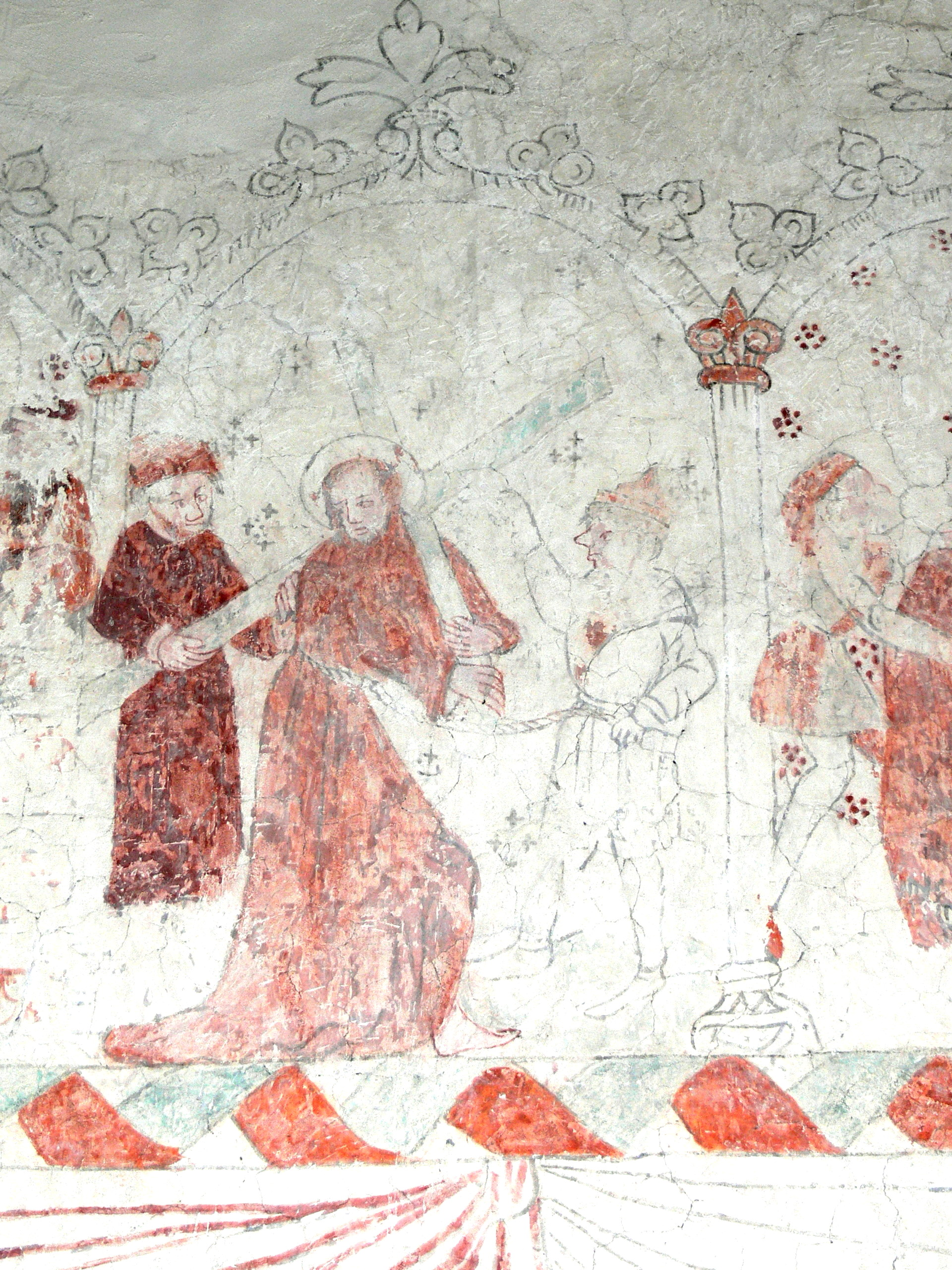
Detail einer Wandmalerei: Kreuztragung
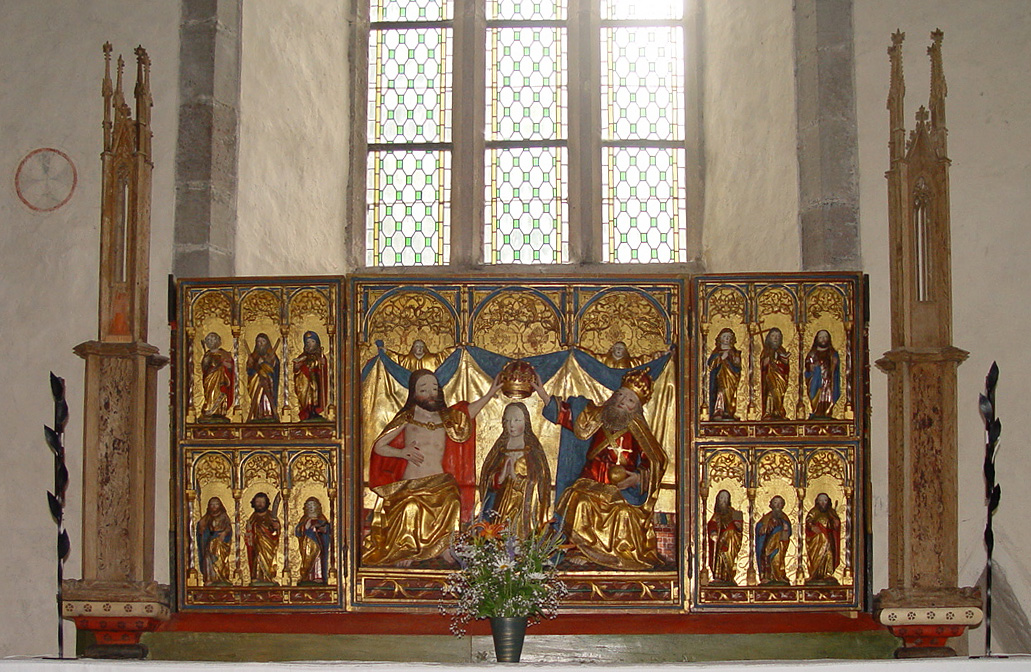
Altaraufsatz (16. Jh.)
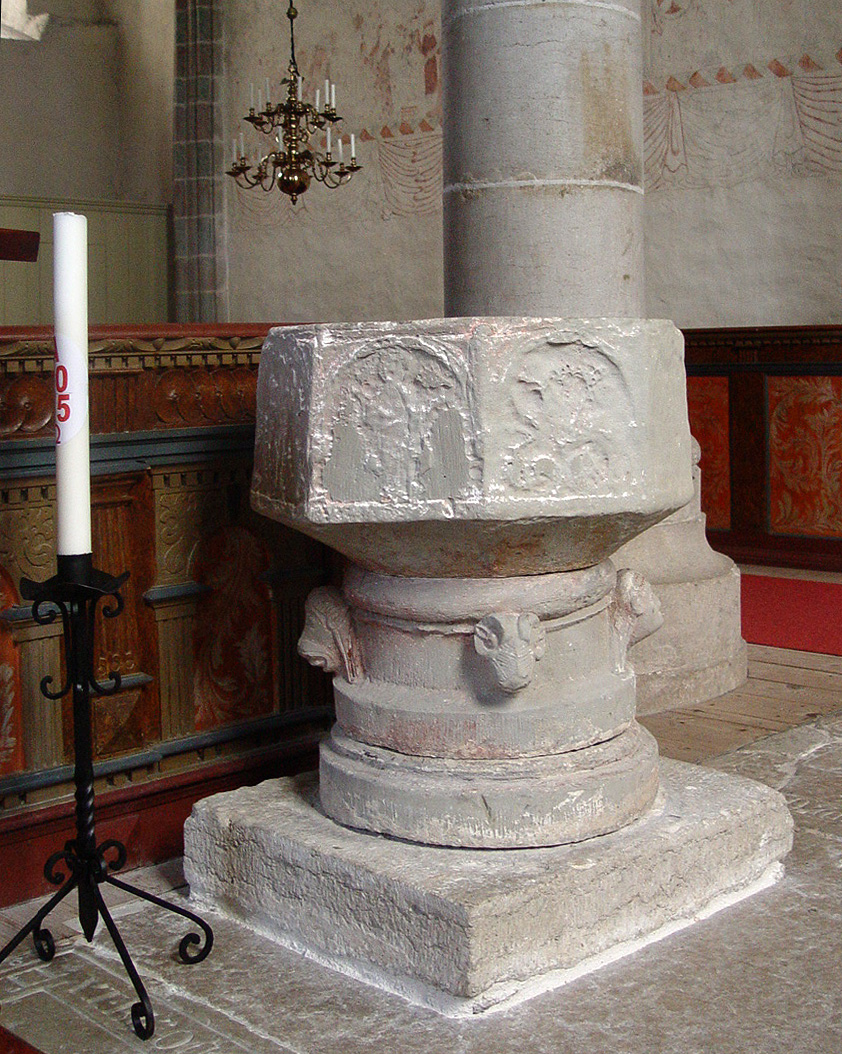
Taufbecken (12. Jh.)

## Sakristei
Die Sakristei stammt aus derselben Zeit wie der gotische Kirchenteil. Mit ihrer eingewölbten Decke und den schmalen Fenstern vermittelt sie einen Eindruck davon, wie ein profaner Raum in den aus Stein gebauten Pfarrhäusern und Bauernhöfen der Insel im Mittelalter aussah. 